# Jeanie Macpherson
Jeanie MacPherson (Boston, 18 maggio 1887 – Los Angeles, 26 agosto 1946) è stata una sceneggiatrice, attrice e regista statunitense.
Attiva dal 1908 al 1946, Jeanie Macpherson (o MacPherson) iniziò la sua carriera cinematografica come attrice prima di lasciare la recitazione per dedicarsi esclusivamente alla sceneggiatura. Dal 1908 al 1917, recitò in 144 pellicole mute. Nel 1913, aveva diretto The Tarantula, un film prodotto dalla Powers Picture Plays di cui non solo era protagonista ma che fu anche il suo esordio come sceneggiatrice.

## Biografia
Educata alla scuola parigina di Madame de Facq e poi al Kenwood Institute di Chicago, prese lezioni di danza da Theodore Kosloff. Esordì come attrice in teatro a Chicago. Nel 1908 girò il suo primo film alla Biograph, The Fatal Hour, un cortometraggio diretto da Griffith, regista per cui lavorò fino alla fine del 1911. Ben presto, sarebbe diventata una delle più popolari attrici degli anni dieci, trovandosi a recitare accanto a attori quali Wallace Reid, Geraldine Farrar, Blanche Sweet e Wilfred Lucas.

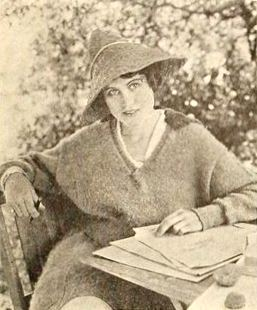
Mentre sta lavorando alla sceneggiatura di Maschio e femmina (Motion Picture News 9 agosto 1919 - pag. 1251)

All'inizio del 1912, lasciò la Biograph, passando alla Edison Company e poi alla Champion Film Company. Nel 1913, scrisse la sua prima sceneggiatura e diresse il suo primo film. Sempre più coinvolta nel lavoro di scrittura, si ritirò dagli schermi per concentrarsi sul lavoro di sceneggiatrice. In questa veste, fu uno dei membri fondatori dell'Academy of Motion Picture Arts and Sciences (AMPAS), che venne creata a Hollywood l'11 maggio 1927, un'organizzazione per il miglioramento e la promozione mondiale del cinema. L'accademia, nel 1929, creò il Premio Oscar.
Jeanie Macpherson lavorò per molti anni alla Paramount, diventando la sceneggiatrice preferita di Cecil B. DeMille, per il quale scrisse i copioni dei suoi film di maggior successo fin dai tempi del muto. Sue le sceneggiature di pellicole che avevano come protagoniste dive come Gloria Swanson (Maschio e femmina, Fragilità, sei femmina!) e la cantante lirica Geraldine Farrar (Giovanna d'Arco, L'ultima dei Montezuma). Sue anche le sceneggiature dei film di genere religioso che DeMille amava dirigere: la prima versione, quella del 1923, de I dieci comandamenti e quella del 1927 de Il re dei re oltre a Donna pagana del 1929 e I crociati, del 1935. Scrisse anche La conquista del West (1936), La via dei giganti (1939), Vento selvaggio (1942), Gli invincibili (1947).

### Morte
Morì di cancro nel 1946 all'età di 59 anni e venne sepolta all'Hollywood Forever Cemetery.

## Riconoscimenti
Per il suo contributo all'industria cinematografica, le è stata assegnata una stella sull'Hollywood Walk of Fame al 6150 Hollywood Blvd.

## Filmografia
La filmografia è completa. Quando manca il nome del regista, questo non viene riportato nei titoli

### Attrice
- The Fatal Hour, regia di D.W. Griffith (1908)
- The Devil, regia di D.W. Griffith (1908)
- Father Gets in the Game, regia di D.W. Griffith (1908)
- The Vaquero's Vow, regia di D.W. Griffith (1908)
- Concealing a Burglar, regia di D.W. Griffith (1908)
- The Taming of the Shrew, regia di D.W. Griffith (1908)
- The Clubman and the Tramp, regia di D.W. Griffith (1908)
- Money Mad, regia di D.W. Griffith (1908)
- The Test of Friendship, regia di David W. Griffith (1908)
- The Christmas Burglars, regia di David W. Griffith (1908)
- Mr. Jones at the Ball, regia di D.W. Griffith (1908)
- Mrs. Jones Entertains, regia di David W. Griffith (1909)
- One Touch of Nature, regia di D.W. Griffith (1909)
- Mrs. Jones Has a Card Party, regia di D.W. Griffith (1909)
- A Wreath in Time, regia di D.W. Griffith (1909)
- Tragic Love, regia di D.W. Griffith (1909)
- The Curtain Pole, regia di D.W. Griffith (1909)
- The Medicine Bottle, regia di D.W. Griffith (1909)
- Trying to Get Arrested, regia di D.W. Griffith (1909)
- A Rude Hostess, regia di D.W. Griffith (1909)
- The Winning Coat, regia di D.W. Griffith (1909)
- Confidence, regia di D.W. Griffith (1909)
- Lady Helen's Escapade, regia di D.W. Griffith (1909)
- The Faded Lilies, regia di D.W. Griffith (1909)
- Her First Biscuits, regia di D.W. Griffith (1909)
- The Peachbasket Hat, regia di D.W. Griffith (1909)
- The Message, regia di D.W. Griffith (1909)
- With Her Card, regia di D.W. Griffith (1909)
- The Seventh Day, regia di D.W. Griffith (1909)
- Lines of White on a Sullen Sea, regia di D.W. Griffith (1909)
- A Sweet Revenge, regia di D.W. Griffith (1909)
- A Midnight Adventure, regia di D.W. Griffith (1909)
- The Open Gate, regia di D.W. Griffith (1909)
- The Trick That Failed, regia di D.W. Griffith (1909)
- In the Window Recess, regia di D.W. Griffith (1909)
- The Death Disc: A Story of the Cromwellian Period, regia di David W. Griffith (1909)
- Through the Breakers, regia di D.W. Griffith (1909)
- A Corner in Wheat, regia di D.W. Griffith (1909)
- In a Hempen Bag, regia di D.W. Griffith (1909)
- In Little Italy, regia di D.W. Griffith (1909)
- To Save Her Soul, regia di D.W. Griffith (1909)
- The Day After, regia di D.W. Griffith (1909)
- The Call, regia di D.W. Griffith (1910)
- The Newlyweds, regia di D.W. Griffith (1910)
- The Way of the World, regia di D.W. Griffith (1910)
- An Affair of Hearts, regia di D.W. Griffith, Frank Powell (1910)
- The Impalement, regia di D.W. Griffith (1910)
- A Victim of Jealousy, regia di D.W. Griffith (1910)
- A Child's Faith, regia di D.W. Griffith (1910)
- A Flash of Light, regia di D.W. Griffith (1910)
- A Salutary Lesson, regia di D.W. Griffith (1910)
- The Usurer, regia di David W. Griffith (1910)
- An Old Story with a New Ending, regia di David W. Griffith e Frank Powell (1910)
- A Summer Idyll, regia di D.W. Griffith (1910)
- Little Angels of Luck, regia di D.W. Griffith (1910)
- A Mohawk's Way, regia di D.W. Griffith (1910)
- In Life's Cycle, regia di D.W. Griffith (1910)
- The Oath and the Man, regia di D.W. Griffith (1910)
- The Iconoclast, regia di D.W. Griffith (1910)
- A Gold Necklace, regia di Frank Powell (1910)
- The Message of the Violin, regia di D.W. Griffith (1910)
- Two Little Waifs, regia di D.W. Griffith (1910)
- Waiter No. 5, regia di D.W. Griffith (1910)
- The Fugitive, regia di David W. Griffith (1910)
- Sunshine Sue, regia di D.W. Griffith (1910)
- The Troublesome Baby, regia di Frank Powell (1910)
- Love in Quarantine, regia di Frank Powell (1910)
- A Plain Song, regia di D.W. Griffith (1910)
- A Child's Stratagem, regia di D.W. Griffith (1910)
- The Golden Supper, regia di D.W. Griffith (1910)
- His Sister-In-Law, regia di D.W. Griffith (1910)
- The Lesson, regia di D.W. Griffith (1910)
- Winning Back His Love, regia di D.W. Griffith (1910)
- The Two Paths, regia di D.W. Griffith (1911)
- The Italian Barber, regia di D.W. Griffith (1911)
- The Midnight Marauder, regia di Frank Powell (1911)
- Help Wanted, regia di Frank Powell (1911)
- His Trust, regia di D.W. Griffith (1911)
- His Trust Fulfilled, regia di David W. Griffith (1911)
- A Wreath of Orange Blossoms, regia di David W. Griffith (1911)
- Heart Beats of Long Ago, regia di David W. Griffith (1911)
- Fisher Folks, regia di D.W. Griffith (1911)
- Conscience, regia di D.W. Griffith (1911)
- Comrades, regia di Dell Henderson e Mack Sennett (1911)
- The Lonedale Operator, regia di D.W. Griffith (1911)
- The Spanish Gypsy, regia di D.W. Griffith (1911)
- The Broken Cross, regia di D.W. Griffith (1911)
- The Chief's Daughter, regia di D.W. Griffith (1911)
- Madame Rex, regia di D.W. Griffith (1911)
- A Knight of the Road, regia di David W. Griffith (1911)
- The New Dress, regia di David W. Griffith (1911)
- The Crooked Road, regia di D.W. Griffith (1911)
- Enoch Arden: Part I, regia di D.W. Griffith (1911)
- Enoch Arden: Part II, regia di D.W. Griffith (1911)
- Bobby, the Coward, regia di D.W. Griffith (1911)
- The Last Drop of Water, regia di David W. Griffith (1911)
- Out from the Shadow, regia di David W. Griffith (1911)
- The Ruling Passion, regia di D.W. Griffith (1911)
- The Blind Princess and the Poet, regia di David W. Griffith (1911)
- The Village Hero, regia di Mack Sennett (1911)
- Home, regia di Oscar Apfel (1911)
- A Man for All That, regia di Oscar Apfel (1911)
- The Two Flats (1912)
- The Eternal Mother, regia di David W. Griffith (1912)
- Mother and Daughters (1912)
- The Little Delicatessen Store (1912)
- Her Polished Family (1912)
- The Butler and the Maid (1912)
- The High Cost of Living (1912)
- The Wooden Indian (1912)
- Partners for Life, regia di J. Searle Dawley (1912)
- Revenge Is Sweet (1912)
- Mary Had a Little Lamb (1912)
- The Trysting Tree (1912)
- The Wrecker's Daughter (1912)
- The Wreckers (1912)
- The Toll of the Sea (1912)
- A Man (1912)
- On Burning Sands (1913)
- The Rugged Coast (1913)
- In a Roman Garden (1913)
- The Violet Bride (1913)
- The Tarantula, regia di Jeanie Macpherson (1913)
- The Awakening (1913)
- The Proof (1913)
- The Sea Urchin, regia di Edwin August (1913)
- The Moth and the Flame (1913)
- The Leper's Coat (1914)
- The Trap (1914)
- The Merchant of Venice, regia di Phillips Smalley, Lois Weber (1914)
- The Desert's Sting (1914)
- The Outlaw Reforms (1914)
- The Undertow (1914)
- Nerve (1914)
- La rosa del Rancho (Rose of the Rancho), regia di Cecil B. DeMille e Wilfred Buckland (1914)
- The Ghost Breaker, regia di Oscar Apfel e Cecil B. DeMille (1914)
- La fanciulla del West (The Girl of the Golden West), regia di Cecil B. DeMille (1915)
- The Captive, regia di Cecil B. DeMille (1915)
- Kindling, regia di Cecil B. DeMille (1915)
- Carmen, regia di Cecil B. DeMille (1915)
- The Missing Wallet, regia di Edwin August - cortometraggio (1917)
- Hollywood, regia di James Cruze (1923)

### Sceneggiatrice
- The Tarantula, regia di Jeanie Macpherson (1913)
- The Sea Urchin, regia di Edwin August (1913)
- Red Margaret, Moonshiner, regia di Allan Dwan (1913)
- The Lie, regia di Allan Dwan (1914)
- The Trap (1914)
- The Desert's Sting, regia di Wilfred Lucas (1914)
- The Black Box, regia di Otis Turner - serial cinematografico in 15 episodi (1915)
- The Captive, regia di Cecil B. DeMille (1915)
- Evidence, regia di Edwin August (1915)
- Chimmie Fadden Out West, regia di Cecil B. DeMille (1915)
- I prevaricatori (The Cheat), regia di Cecil B. DeMille (1915)
- The Golden Chance, regia di Cecil B. DeMille (1915)
- The Trail of the Lonesome Pine, regia di Cecil B. DeMille - sceneggiatura con DeMille [2] (1916)
- The Love Mask, regia di Frank Reicher (1916)
- The Heart of Nora Flynn, regia di Cecil B. DeMille (1916)
- The Dream Girl, regia di Cecil B. DeMille (1916)
- Giovanna d'Arco (Joan the Woman), regia di Cecil B. DeMille (1916)
- A Romance of the Redwoods, regia di Cecil B. DeMille (1917)
- The Little American, regia di Cecil B. DeMille e Joseph Levering (1917)
- L'ultima dei Montezuma (The Woman God Forgot), regia di Cecil B. DeMille (1917)
- The Devil-Stone, regia di Cecil B. DeMille (1917)
- The Whispering Chorus, regia di Cecil B. DeMille (1918)
- Old Wives for New, regia di Cecil B. DeMille (1918)
- Till I Come Back to You, regia di Cecil B. DeMille (1918)
- Perché cambiate marito? (Don't Change Your Husband), regia di Cecil B. DeMille (1919)
- For Better, for Worse, regia di Cecil B. DeMille (1919)
- Maschio e femmina (Male and Female), regia di Cecil B. DeMille (1919)
- Something to Think About, regia di Cecil B. DeMille (1920)
- Forbidden Fruit, regia di Cecil B. DeMille (1921)
- Fragilità, sei femmina! (The Affairs of Anatol), regia di Cecil B. DeMille (1921)
- La coppia ideale (Saturday Night), regia di Cecil B. DeMille - soggetto e sceneggiatura (1922)
- La corsa al piacere (Manslaughter), regia di Cecil B. DeMille (1922)
- Adam's Rib, regia di Cecil B. DeMille - soggetto e sceneggiatura (1923)
- I dieci comandamenti (The Ten Commandments), regia di Cecil B. DeMille (1923)
- Il trionfo (Triumph), regia di Cecil B. DeMille (1924)
- Il letto d'oro (The Golden Bed), regia di Cecil B. DeMille (1925)
- La strega di York (The Road to Yesterday), regia di Cecil B. DeMille (1925)
- Red Dice (1926)
- Her Man o' War (1926)
- Young April (1926)
- Il re dei re (The King of Kings), regia di Cecil B. DeMille (1927)
- Donna pagana (The Godless Girl), regia di Cecil B. DeMille (1929)
- Evidence, regia di John G. Adolfi (1929)
- Dinamite (Dynamite), regia di Cecil B. DeMille (1929)
- Madame Satan, regia di Cecil B. DeMille (1930)
- Fra Diavolo (The Devil's Brother), regia di Hal Roach e Charley Rogers (1933)
- I crociati (The Crusades), regia di Cecil B. DeMille - sceneggiatura e parole di Song of the Crusades (1935)
- La conquista del West (The Plainsman), regia di Cecil B. DeMille (1936)
- I filibustieri (The Buccaneer), regia di Cecil B. DeMille (1938)
- La via dei giganti (Union Pacific), regia di Cecil B. DeMille (1939)
- Land of Liberty (1939)
- Washington Melodrama (1941)
- Vento selvaggio (Reap the Wild Wind), regia di Cecil B. DeMille (1942)
- Gli invincibili (Unconquered), regia di Cecil B. DeMille (1947)
- I bucanieri (The Buccaneer), regia di Anthony Quinn (1958)

### Regista
- The Tarantula (1913)
- The End of the Rainbow, co-regia di Lynn Reynolds (1916)

### Filmati d'archivio
- Proposta in quattro parti, regia di Danièle Huillet e Jean-Marie Straub - documentario tv (1985)
- Cecil B. DeMille: American Epic, regia di Kevin Brownlow - documentario biografico (2004)

### Ricerche
- Cleopatra, regia di Cecil B. DeMille (1934)